# Albert Bosch Riera
Albert Bosch i Riera (Sant Joan de les Abadesses, 4 de juny de 1966) és un esportista, escriptor i empresari català. Durant les dècades del 2000 i del 2010 destacà per les seves fites en les disciplines de l'alpinisme, la travessa i l'automobilisme.
Bosch i Riera és especialment conegut per haver creuat l'Antàrtida fins al pol Sud l'any 2011, caminant i sense assistència, en una travessa de 1200 km en 67 dies i en condicions extremes. L'expedició va començar amb un company, Carles Gel, que va abandonar al km 31, raó per la qual Bosch va continuar en solitari la resta del recorregut. Per aquesta fita, que feu coincidir amb la primera expedició en aquell indret de Roald Amundsen el desembre de 1911, fou guardonat amb per la Societat Geogràfica Espanyola amb el guardó Viaje del Año (en català, «Viatge de l'Any») de 2012 i alhora fou nominat al premi Català de l'Any del 2011. El director i productor de cinema Joan Riedweg publicà el documental en castellà 2.304.400 pasos (en català, traduïble com a «2.304.400 passos») dedicat a aquest viatge.
Per altra banda, també és corredor d'ultramarató i, en l'alpinisme, ha completat el projecte d'Els Set Cims consistent en escalar les muntanyes més altes de cada continent, que culminà a l'Everest. Ha participat en 9 edicions del Ral·li Dakar (2 amb moto i 7 amb cotxe) i, en l'edició del 2015 participà amb un cotxe 100% elèctric — fet pel qual es convertí en el primer participant d'aquesta competició que no hi emprà cap combustible fòssil. Tanmateix, el seu equip (#AccionaDakar) no aconseguí finalitzar a prova.
En la seva faceta d'empresari fundà «Invergroup» per tal de promoure projectes en l'àmbit de l'energia i el medi ambient, ha publicat quatre llibres sobre les seves aventures d'alpinisme i la gestió professional i és conferenciant en esdeveniments destacats en els quals transmet els valors associats a l'esport, el lideratge responsable, gestió d'equips, superació, motivació i gestió del canvi.

## Obres
- Bosch, Albert. Esperit d'aventura.  Entramat, 2010. ISBN 9788492920013.

- Bosch, Albert. Viure per sentir-se viu.  Ediciones B, 2013. ISBN 9788466652506.

- Bosch, Albert. L'explorador del futur.  Ediciones B, 2016. ISBN 9788466657631.